# 台灣電子遊戲機國際產業展
台灣電子遊戲機國際產業展（英語：GTI Asia Taipei Expo）是一個由浩基有限公司主辦之電子遊戲產業展覽，自1993年起，於台北世界貿易中心進行，迄今已成功辦理26屆。

## 展覽背景
相較於1993年開始的台灣國際電玩展與後來從台北多媒體展分家的台北國際電玩展，同由浩天資訊（浩基有限公司的前身）草創的這個展覽，同樣以遊戲機台開發商與零件供應商為主力，但市場導向主攻外銷市場，且內容多以遊樂場的大型機台作為主要的展覽內容，雖然一度因為「周人蔘電玩弊案」導致遊戲機產業的低迷，但後期在法令的配套下，加上多家業者在一般參觀日（目前暫時取消），舉行多項交流賽的關係，因而讓原本飽受負面評價的電子遊戲產業，漸趨正面化，這項展覽方能延續至今。

## 展覽主要規劃
- 博弈類電子遊戲
- 休閒類電子遊戲
- 國際電子遊戲產業
- 電子遊戲媒體
- 電子週邊零組件
- 機械產業

## 引關注之話題

### 商品創新化
一般在娛樂場所見之大型機台電玩，多半為單純的搖桿操作模式，近年來，隨著遊戲內容的創新與多樣化，操作模式也隨之改變，以音樂節奏遊戲為例，就有針對舞蹈遊戲設計的踏板，以及對映演奏遊戲的電子吉他、電子鍵盤與其他電子樂器等，搭載於多種大型機台電玩，擺脫一般僅搭載傳統搖桿的模式。

### 促進產業交流，導正電玩風氣

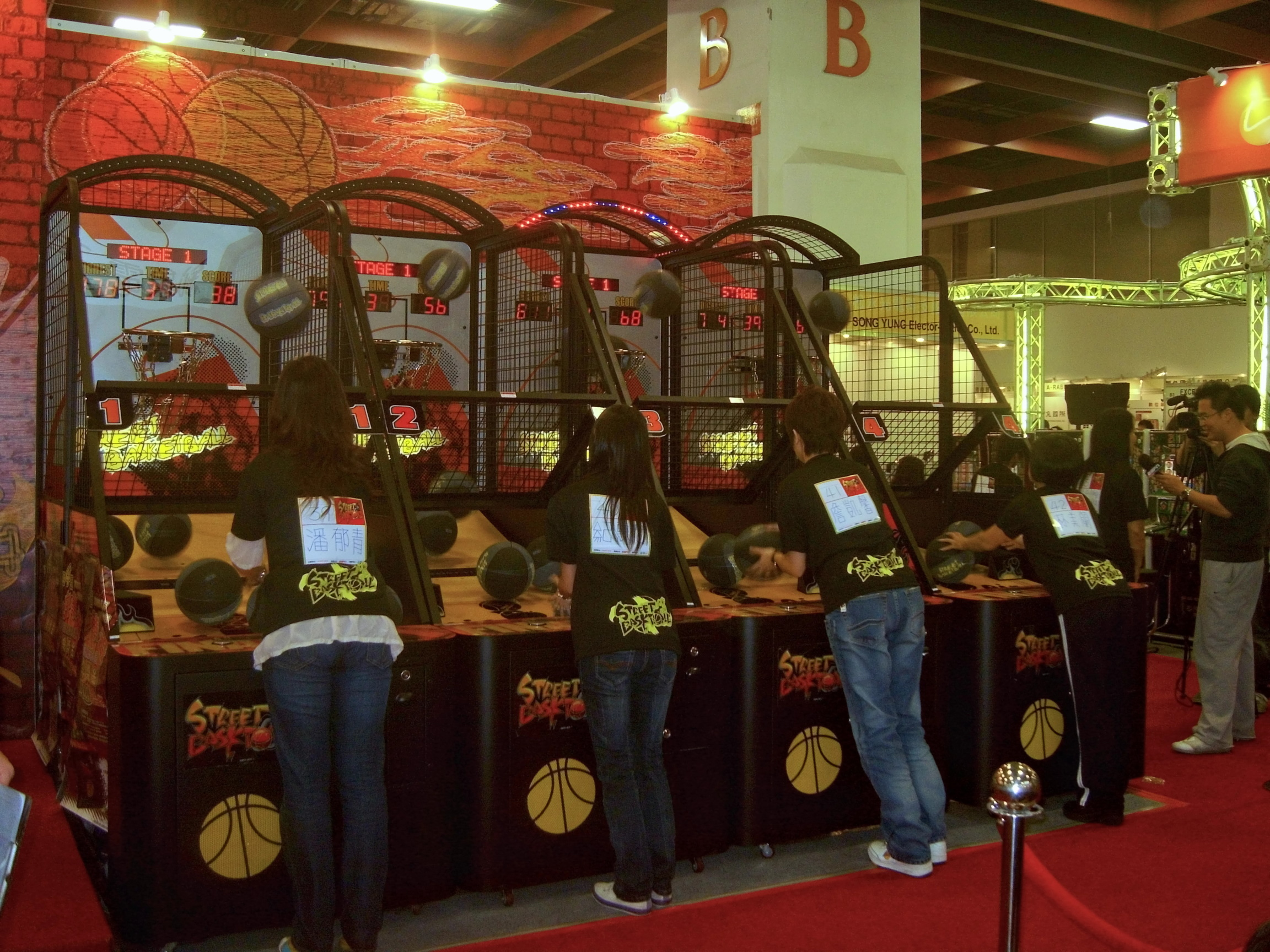
業者推銷投籃機並舉辦比賽，是導正電玩風氣的其中一項重要指標。

由於台灣的電子遊戲法令非常嚴厲，對遊樂場經營者而言非常頭痛，使得部分遊樂機種無法在台灣上市，或是無法進行外銷，進而造成遊樂場經營者與電子遊戲機台產業的困境。
21世紀初，隨著多個國家（包括中國大陆、日本、韓國等）已將電子競技列為國家發展的重要項目後，電子遊戲與休閒娛樂產業才開始被重視，台湾的相關法令也才開始重新被檢視其可行性，行政院在2002年推動的「挑戰2008：國家發展重點計劃」中，已經明定要將電動玩具、大型電玩的電子遊戲機歸類為數位休閒娛樂業，並透過相關法令之修訂，達成產業推廣與正面化的效果。
除了法令的修訂，改善台湾民众對電玩的不良形象外，產業部分則是以研討會與商業交易日並行的模式，達成各國交換商機的機會，尤以台灣、韓國、日本等地的電子產業，最受他國重視，並成為各國採購的主要標的。

## 相關展覽
- 台灣國際電玩展（已停辦）
- 台北國際電玩展（由台北市電腦公會主辦，參展結構與本展有明顯差異）

## 資料來源
1. ↑  黃仁謙. . 商業脈動 (經濟日報). 2000年8月11日: 38.
2. ↑  項家麟. . 電子產業 (經濟日報). 2005年6月30日: D6.
3. ↑  黃玉珍. . 電子科技 (經濟日報). 2005年7月7日: C3.
4. ↑  項家麟. . 活動要聞 (經濟日報). 2005年7月9日: B11.